# Thymus doerfleri
Thymus doerfleri (чебрець Дорфлера) — вид рослин родини глухокропивові (Lamiaceae), поширений у пн.-сх. Албанії та в колишній Югославії.

## Опис
Рослина багаторічна низькоросла з білими волосками і вузьким запушеним, вигнутим в один бік листям. Квітки світло-рожеві

## Поширення
Поширений у пн.-сх. Албанії та в колишній Югославії.